# إليانور من أنجو
إليانور من أنجو أو إليانور من نابولي (أغسطس 1289 - 9 أغسطس 1341)؛ كانت ملكة صقلية القرينة بزواجها من فريدريكو الثالث، كانت فرداً من أسرة أنجو الكابيتيون بحيث كانت الابنة الثالثة لـ كارلو الثاني ملك نابولي وماريا ابنة إسطفان الثاني ملك المجر.
تزوجت إليانور أولا في 1299 من فيليب دي توسي ابن نارجوت من توسي ولوسيا، كونتيسة طرابلس، ولكن البابا بونيفاس الثامن قام بفسخ الزواج في 17 يناير 1300 بسبب أنهم كانا مرتبطين ولم يطلبا الأذن من البابا.
في 17 مايو 1302 تزوجت إليانور من فريدريكو الثالث، بحيث كان والدها كارلو الثاني وزوجها فريدريكو الثالث قد شاركا في حروب من أجل الصعود في البحر الأبيض المتوسط وجنوب إيطاليا؛ وكان هذا الزواج من قبيل الجهود الدبلوماسية من أجل إقامة علاقات سلمية التي أدت لاحقاً إلى صلح كالتابيلوتا في 9 أغسطس 1302.
قسم الصلح مملكة صقلية القديمة إلى جزء الجزيرة وشبه الجزيرة؛ بحيث ذهبت الجزيرة التي عرفت مملكة تريناكريا أو «صقلية ما بعد المنارة» إلى فريدريكو الذي كان يحكمها من قبل، وجنوب إيطاليا أي الشبه الجزيرة إلى كارلو والتي عُرفت بـ مملكة صقلية ولكن حسب الدراسات الحديثة عرفت بـ «مملكة نابولي»، وهكذا اعترف الصلح رسمياً بـ الوضع الراهن الغير مستقر.
انجبت إليانور لـ فريدريكو تسعة أبناء:-
1. بيترو الثاني ملك صقلية (1342-1304)؛ خلفيته.
2. روجر (1305)؛ توفي صغيراً.
3. مانفريد، دوق أثينا ونيوباتريا (1317-1306).
4. كونستانس؛ تزوجت من أولاً من هنري الثاني ملك قبرص ثم من ليو الرابع ملك أرمينيا وأخيراً من جون من قبرص، حامل لقب أمير أنطاكية.
5. إليزابيث (1349-1310)؛ تزوجت من ستيفن الثاني، دوق بافاريا.
6. ويليام الثاني، دوق أثينا ونيوباتريا (1338-1312).
7. جيوفاني دي رانداتزو (1348-1314)، دوق رانداتزو وأثينا ونيوباتريا وكونت مالطا وأيضا وصي العرش في صقلية في 1338.
8. كاثرين (1342-1320).
9. مارغريت (1360-1331)؛ متزوجة من رودولف الثاني، كونت بالاتينات.

توفيت إليانور في 9 أغسطس 1341 في دير سان نيكولو دي أرينا (قطانية)، ودفنت في دير الفرنسيسكاني في قطانية.
في عام 1343، انتقلت الملكة إليونورا دي أنجو من مملكة نابولي إلى مملكة صقلية، إلى مسينا، مع قريبها الفارس ميلتيس أنطونينو ناتولي (أنطونينوس دي نانتوليو)، وأبنائه المعروفين ببطولاتهم الحربية ومالكي مساحات واسعة من الأراضي في إيطاليا.